# Courlan brun
Aramus guarauna
Famille
Genre
Espèce
Statut de conservation UICN

 LC  : Préoccupation mineure
Répartition géographique
Le Courlan brun (Aramus guarauna) est une espèce de grand échassier brun. C'est la seule espèce du genre  Aramus et de la famille des Aramidae (les aramidés).

## Description
Sa taille va de 56 à 71 cm. Avec son long bec comprimé latéralement, son long cou et ses longues pattes, son aspect évoque à la fois les râles et les ibis. Son plumage est essentiellement brun moucheté de blanc.

## Répartition
Cet oiseau vit dans les régions tropicales et subtropicales des Amériques : nord de l'Argentine, Brésil, Costa Rica, Cuba, Hispaniola, Jamaïque, Panama, Porto Rico, USA (Floride)...

## Habitat
Il fréquente principalement les zones humides d'eau douce et leurs abords, ainsi que les mangroves, et occasionnellement des zones plus sèches.

## Comportement
Cette espèce marche de manière hésitante.

## Alimentation

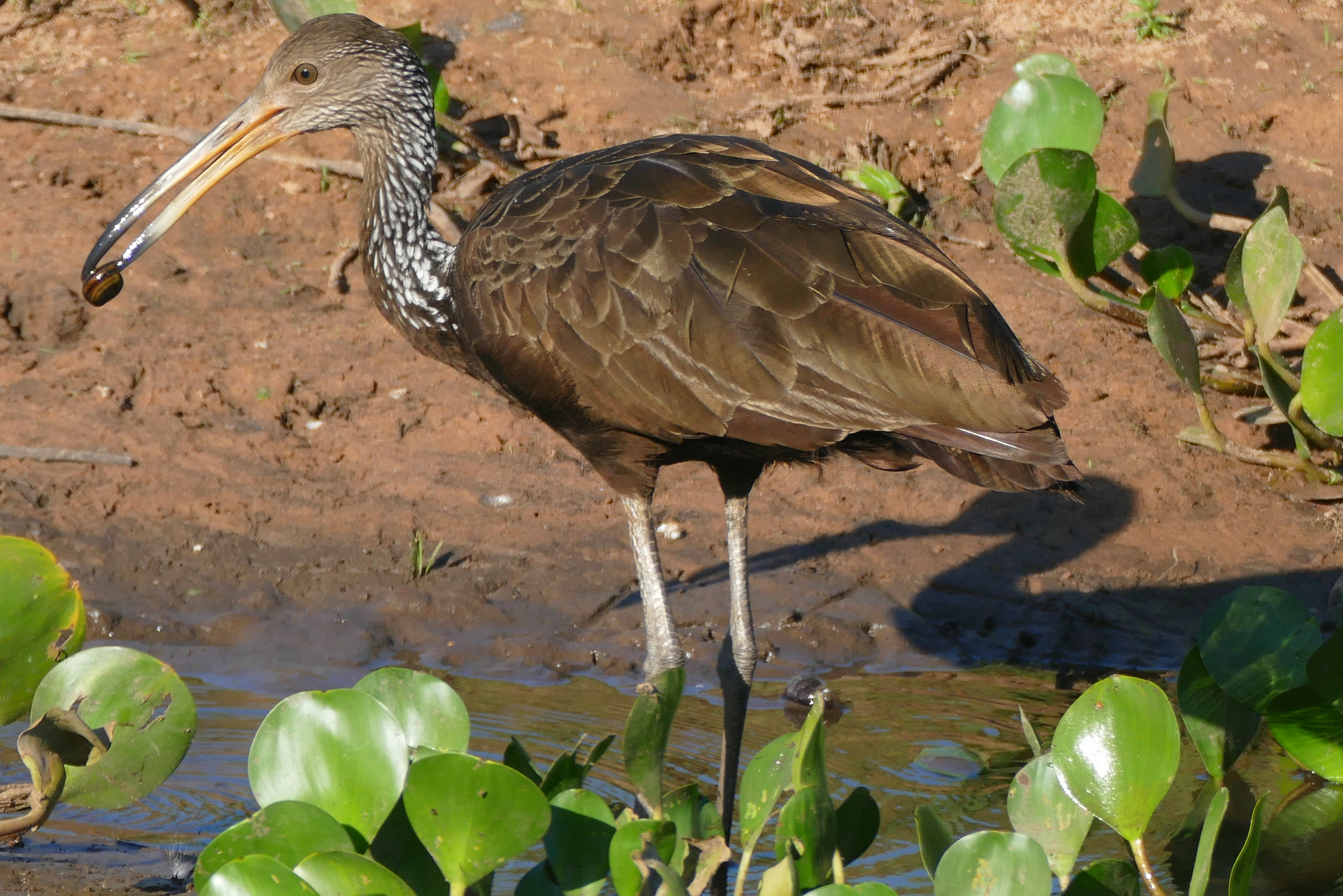
Courlan brun mangeant un escargot (Mato grosso, Brésil)

Cet oiseau consomme surtout des escargots mais aussi d'autres invertébrés, de petits reptiles et des amphibiens.

## Galerie

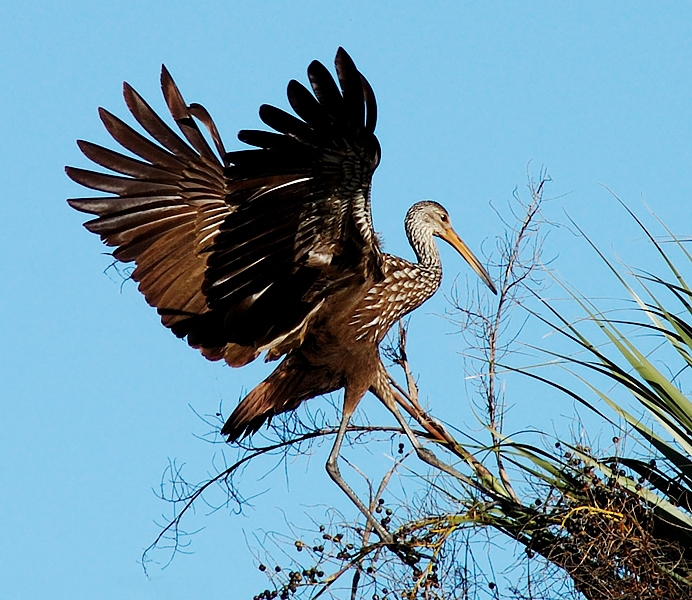
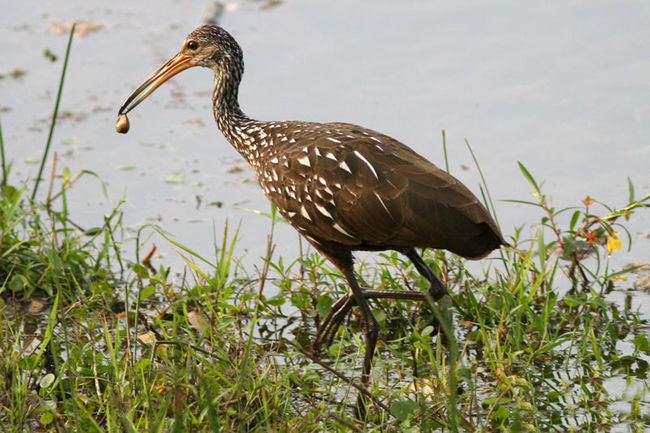
Courlan brun à Cuba
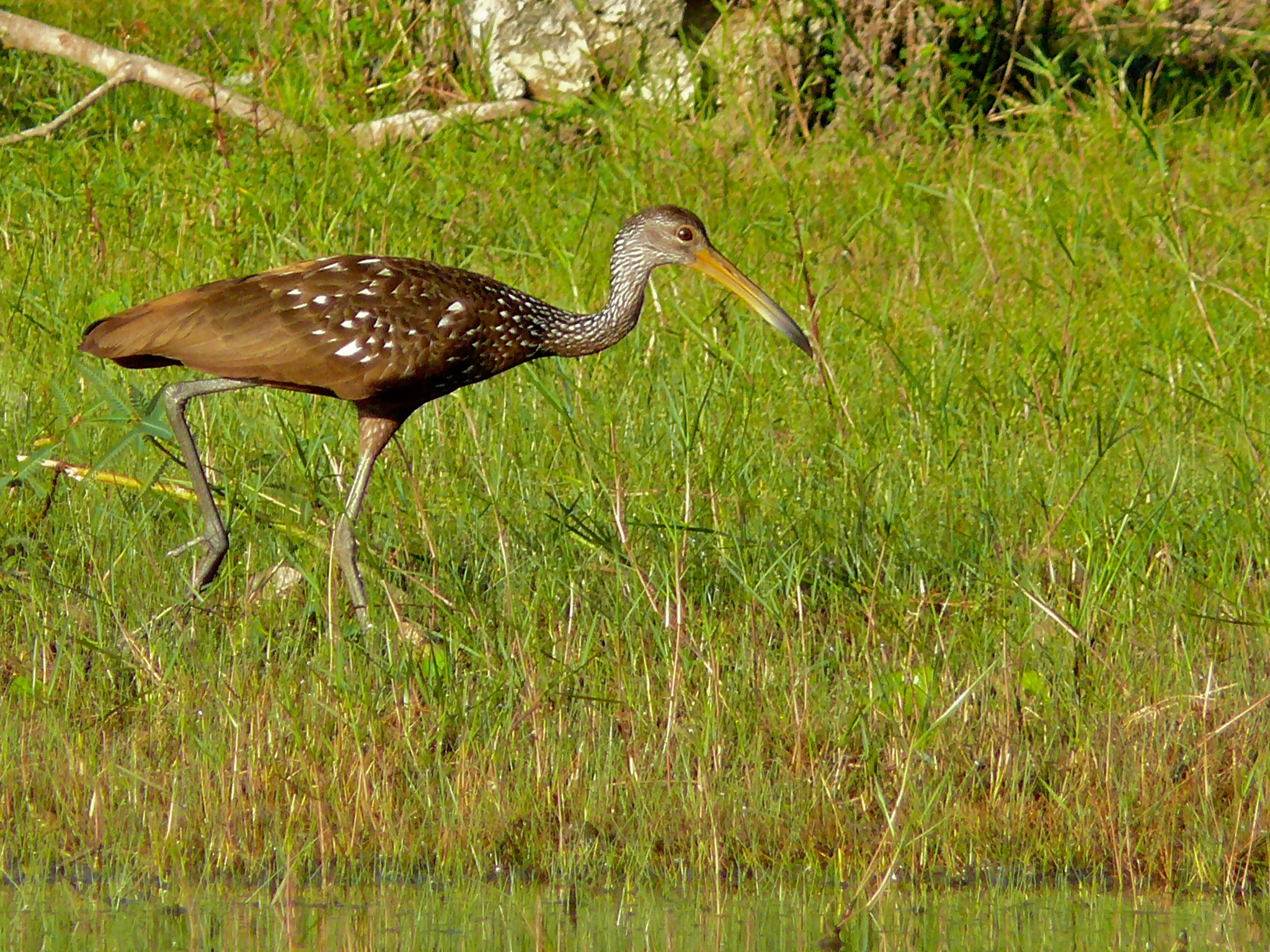
Courlan au Belize